# Halil Umut Meler
Halil Umut Meler (1 augustus 1986) is een Turks voetbalscheidsrechter. Hij is in dienst van FIFA en UEFA sinds 2017.
Op 29 juni 2017 debuteerde Umut Meler in Europees verband tijdens een wedstrijd tussen FK Vojvodina en MFK Ružomberok in de voorronde van de UEFA Europa League. De wedstrijd eindigde in 2–1 en Umut Meler gaf vier gele kaarten.
Zijn eerste interland floot hij op 6 september 2018, toen Kazachstan met 0–2 verloor van Georgië.

## Interlands
| Datum            | Plaats                       | Wedstrijd            | Uitslag | Competitie                  | Kreeg geel | Kreeg voor de tweede keer geel en dus rood | Weggestuurd |
| ---------------- | ---------------------------- | -------------------- | ------- | --------------------------- | ---------- | ------------------------------------------ | ----------- |
| 6 september 2018 | Astana, Kazachstan           | Kazachstan – Georgië | 0 – 2   | UEFA Nations League 2018/19 | 4          | 0                                          | 0           |
| 19 november 2018 | Andorra la Vella, Andorra    | Andorra – Letland    | 0 – 0   | UEFA Nations League 2018/19 | 5          | 0                                          | 1           |
| 17 juni 2024     | Frankfurt am Main, Duitsland | België – Slowakije   | 0 – 1   | EK 2024                     | 4          | 0                                          | 0           |

Laatste aanpassing op 17 juni 2024

## Incident
Op maandag 11 december 2023 floot Umut Meler de wedstrijd tussen Ankaragücü en Rizespor af na een late gelijkmaker van het bezoekend team. De voorzitter van Ankaragücü liep prompt het terrein op en verkocht Umut Meler een rake klap in het gezicht. Door dit schandaal werd de Turkse competitie stilgelegd tot dinsdag 19 december. Het incident werd over de hele wereld veroordeeld, FIFA-voorzitter Gianni Infantino en Turks president Erdoğan noemden het een schande voor de sport.